# Robert Pack
Robert John Pack, Jr. (ur. 3 lutego 1969 w Nowym Orleanie) – amerykański koszykarz, występujący na pozycji rozgrywającego, po zakończeniu kariery zawodniczej - trener koszykarski.
Pod koniec czerwca 2018 dołączył do sztabu szkoleniowego Washington Wizards, jako asystent trenera.

## Osiągnięcia
NBA
- Finalista NBA (1992)[2]
- Uczestnik konkursu wsadów podczas NBA All-Star Weekend (1994 – 2. miejsce)[3]

Inne
- Mistrz:
  - Ligi Bałtyckiej (2005)
  - Litwy (2005)
- Uczestnik rozgrywek Euroligi (2003–2005)